# Suore di carità di San Carlo Borromeo (Vienna)
Le Suore di Carità di San Carlo Borromeo (in tedesco Barmherzige Schwestern vom Hl. Karl Borromäus) sono un istituto religioso femminile di diritto pontificio: le suore di questa congregazione pospongono al loro nome la sigla S.C.B.

## Storia
La congregazione deriva dalla provincia austriaca delle suore borromee di Praga, dichiarata indipendente dalla casa-madre con rescritto della congregazione per i religiosi del 10 ottobre 1945.
La casa di Vienna, divenuta casa-madre, era stata fondata dalle suore di Praga nel 1854.
L'espansione missionaria della congregazione iniziò nel 1952, quando le suore si stabilirono anche in Messico aprendovi un noviziato.

## Attività e diffusione
Le suore si dedicano alla cura dei malati e ad altre opere di carità.
Oltre che in Austria, la congregazione è attiva anche in Messico; la sede generalizia è a Vienna.
Alla fine del 2015 l'istituto contava 92 religiose in 12 case.